# Тишинская, Татьяна
Татьяна Тишинская (настоящее имя — Татьяна Борисовна Разина, до замужества — Корнева; род. 25 марта 1968, Люберцы, Московская область) — советская и российская певица, исполняющая русский шансон. До 1999 года была известна под псевдонимом Каролина.

## Биография
Татьяна Корнева родилась в городе Люберцы в Московской области. Отец певицы — Борис Владимирович, военнослужащий, мать — Юлия Ивановна, врач. Когда будущей певице исполнилось два года, её родители развелись, и воспитывал девочку отчим — заместитель главврача «кремлёвской больницы».
Интерес к сцене проявился у Татьяны с раннего детства. Помимо того, что девочка училась в музыкальной школе, она занималась бальными танцами, а благодаря хорошей дикции, принимала участие в конкурсах чтецов. Татьяну приглашали сняться в кино, в роли Жени, в фильме «Тимур и его команда», однако родители ребёнка не дали своего разрешения на это, рассудив, что съёмки пойдут в ущерб учёбе.
После школы, по настоянию родителей, она успешно окончила юрфак ВУЗа по специальности «Правоведение и учёт в системе социального обеспечения», однако, так и не работала по специальности.
Замуж Татьяна вышла рано, в 18 лет, против воли родителей за мужчину по имени Михаил, который был старше её на 9 лет. Родители сняли им двухкомнатную квартиру в районе Бирюлево Восточное и категорически отказали в дальнейшей помощи. Спустя три года Михаил погиб дома от руки своего друга во время пьяной ссоры. Их сыну на тот момент было всего 2,5 года.

## Карьера

### Каролина
Ещё будучи замужем, Татьяна случайно познакомилась на улице со Степаном Разиным, а через некоторое время после смерти мужа однажды напросилась с ним на гастроли в Хабаровск. Дебют Татьяны Корневой как певицы состоялся в 1989 году в административном центре Хабаровского края, когда она впервые выступила под чужую фонограмму и под чужим именем Анжелика, спев 4 песни, которые выучила в самолёте. Там же выступали Андрей Якушин, Рома Жуков, группа Мираж и Игорь Силиверстов. Выступление юной дебютантки приглянулось лидеру музыкального коллектива «Прощай, молодость» Андрею Якушину, который порекомендовал Степану Разину (брату Светланы Разиной и гражданскому мужу Татьяны Корневой), дать Татьяне шанс выступать и дальше.
В Москве, весной 1989 года, Степан Разин, Сергей Туманов (композитор и музыкант, школьный друг Степана Разина) и Владимир Воленко (лидер и основатель группы Божья Коровка) организовывают новую поп-группу «Каролина», где Татьяна Корнева начинает выступать на сцене под фонограмму других солисток: Любови Гусевой и Светланы Литвиненко. За время своего существования, группа «Каролина» успевает выпустить несколько альбомов: «Летний дискобар» (сол. Любовь Гусева) (1990), «Мальчик мой брошенный» (сол. Светлана Литвиненко) (1991), «Секрет моего успеха» (1992).
В 1994 году группа «Каролина» превратилась в певицу с именем Каролина. Дискография: «Вернись ко мне» (1994), «Мама, всё окей» (1996), «Королева» (1997), «The Best» (1997) и «Авангаранга» (1999).
Альбом «Мама, всё окей», выпущенный в 1996 году, отличался от остальных прежде всего тем, что все песни для него были написаны Сергеем Трофимовым, который был крёстным отцом сына Татьяны от первого брака, Артёма. «Мама, всё окей» стал самым успешным в коммерческом плане альбомом Каролины.
В 1997 году вышел альбом «Королева», тоже содержащий песни Трофимова.
Весной певица попала в автомобильную аварию. То, что произошло потом она описывает так:

«И вот после этой аварии что-то во мне произошло. Можно, конечно, назвать это переоценкой ценностей. Но я осознала, что Бог есть! Он дал мне — через эту аварию разобраться в себе, в своей жизни. У меня какая-то пелена с глаз упала — я подумала: „Господи, что же я делаю?!“ Надо же заниматься тем, чем хочется заниматься! Мне же есть, что сказать!».

### Татьяна Тишинская
В 2000 году певица поменяла творческий псевдоним на Татьяну Тишинскую и начала исполнять русский шансон. Первую песню в таком жанре для неё написал Михаил Круг, который также придумал и псевдоним Тишинская.
На новом поприще Татьяна плодотворно сотрудничала с Трофимом, Виктором Дориным, Анатолием Днепровым, Еленой Ваенгой, Михаилом Шелегом, Исетским и Клименковым. Степан Разин перестал быть продюсером Татьяны. Главным шансонным хитом Тишинской стала песня «Угостите даму сигаретой», на которую был снят клип режиссёром Максимом Паперником.
За 5 лет Тишинская записала 12 альбомов.
В 2013 году про Таню снят документальный фильм «Обнажёнка. От Каролины до Тишинской».

## Дискография
Каролина
- 1989 — «Летний дискобар»
- 1994 — «Вернись ко мне»
- 1996 — «Мама, всё о´кей»
- 1997 — «Королева»
- 1997 — «The best»
- 1999 — «Авангаранга»

Татьяна Тишинская
- 2000 — «Красавчик»
- 2001 — «Подруга»
- 2002 — «Волчица»
- 2002 — «Май»
- 2003 — «Прикуп»
- 2004 — «Угостите даму сигаретой»
- 2004 — «Взрослое кино»
- 2005 — «Женская судьба» (DVD)
- 2006 — «Сибирь»
- 2009 — «Институтка»
- 2011 — «Белое вино»
- 2018 — «Сердце болит»
- 2018 — «Фанат»

## Видеоклипы
Каролина:
- «Игрушка», реж. О. Гусев (1994)
- «Я свободна», реж. Степан Разин (1994)
- «Мама, все о´кей!», реж. В. Спирин (1996)
- «Богатый дедушка», реж. В. Спирин (1996)
- «Королева», реж. О. Гусев (1997)
- «Королева—2», реж. О. Гусев (1997)
- «Ты можешь только ля-ля» (1999)

Таня Тишинская:
- «Май», реж. Юлиан Нургуатов (2002)
- «Угостите даму сигаретой», реж. М. Паперник (2004)

## Награды
- Церемония «Достойная песня — 2002»: «Королева Русского Шансона».
- Церемония Всероссийская Музыкальная Премия «Сочи+»: «Секс-символ Шансона».
- Лауреат I Тарусского фестиваля авторской песни «Берег Оки» памяти Эдуарда Мазнева (август 2010).
- Лауреат III Международного музыкального фестиваля «Чёрная роза» (2011)[1].